# Fény Hermetikus Testvérisége
A Fény Hermetikus Testvérisége (angolul: Hermetic Brotherhood of Light) egy igen vitatott eredettel rendelkező ezoterikus szervezet, melyről nagyon kevés információ áll rendelkezésre.
A legtöbb forrás úgy tartja, hogy a Fény Hermetikus Testvérisége a késő XVIII. századi "Fratres Lucis"-ból, illetve a német Arany- és Rózsakereszt Rendje magas fokozatú kvázi-szabadkőműves szervezettől eredeztethető.
Különféle ezoterikus szervezetek eredeztették magukat előszeretettel egy ilyen nevű testvériségtől, így például az Ordo Templi Orientis vagy az amerikai Fény Egyháza(en). Sok szerző továbbá összemossa a szervezetet a Luxori Hermetikus Testvériséggel. Feltételezések szerint az OTO-t alapító Karl Kellner és az amerikai Paschal Beverly Randolph is tagja volt a Fény Testvériségének, ezeket az állításokat azonban egyelőre nem támasztja alá semmi.
Szervezetek, melyek önmagukat a Fény Hermetikus Testvériségétől származtatják:
- Ordo Templi Orientis, alapítás: 1895
- Fény Egyháza(en), alapítás: 1932
- Order of Fratres Lucis, alapítás: 1953
- Fratres Lucis, alapítás: 2000

## Fordítás
- Ez a szócikk részben vagy egészben  a   Hermetic Brotherhood of Light című angol Wikipédia-szócikk fordításán alapul.  Az eredeti cikk szerkesztőit annak laptörténete sorolja fel. Ez a jelzés csupán a megfogalmazás eredetét és a szerzői jogokat jelzi, nem szolgál a cikkben szereplő információk forrásmegjelöléseként.

## Kapcsolódó irodalom
- Allen Greenfield. The Story of the Hermetic Brotherhood of Light (angol nyelven). Luxor Press (1997). ISBN 978-9188708038
- Allen Greenfield. Hermetic Brotherhood Revisited (angol nyelven). Luxor Press (2003). ISBN 978-1891948053
- Godwin, Joscelyn. The Brotherhood of Light, Theosophical History (1990)
- Arthur Edward Waite: Extracts from The Brotherhood of the Rosy Cross (angol nyelven). (Hozzáférés: 2019. június 24.)